# 短篇集 hi mi tsu ki chi
『短篇集 hi mi tsu ki chi』（たんぺんしゅう ひみつきち）は、小学館発行の短編集。
西宮大策の写真集『hi mi tsu ki chi』（小学館、2009年6月26日発売）を動機に「秘密基地」をテーマに漫画家・作家によって『ビッグコミックスペリオール』誌上に掲載された作品をまとめたもの。大半が漫画作品で占められている。

## 収録作品
| 著者                                  | タイトル                                 | 作品形態       | 初出                                   |
| ------------------------------------- | ---------------------------------------- | -------------- | -------------------------------------- |
| 川上弘美                              | ひみつ                                   | 小説           | ビッグコミックスペリオール2009年第14号 |
| さそうあきら                          | ぴょんやんの秘密基地                     | 漫画           | ビッグコミックスペリオール2009年第13号 |
| 逢坂みえこ                            | 夢の秘密基地                             | エッセイ漫画   | ビッグコミックスペリオール2010年第10号 |
| 業田良家                              | じいさんと秘密基地                       | 漫画           | ビッグコミックスペリオール2009年第15号 |
| 安倍夜郎                              | 少年                                     | 漫画           | ビッグコミックスペリオール2010年第11号 |
| ほりのぶゆき                          | 秘密基地とは茶室也と、茶聖利休はのたまふ | 漫画           | ビッグコミックスペリオール2010年第12号 |
| 西宮大策                              | hi mi tsu                                | 写真           | 撮り下ろし                             |
| 水道橋博士                            | 秘密基地の秘密                           | エッセイ       | ビッグコミックスペリオール2009年第13号 |
| すぎむらしんいち                      | こども探偵物語                           | 漫画           | ビッグコミックスペリオール2010年第13号 |
| 福満しげゆき                          | 秘密基地くん                             | エッセイ漫画   | ビッグコミックスペリオール2010年第12号 |
| 三好銀                                | ホテル「月の裏」                         | 漫画           | ビッグコミックスペリオール2009年第16号 |
| いがらしみきお                        | ワタシのヒミツキチ                       | 漫画           | ビッグコミックスペリオール2010年第12号 |
| 福岡伸一                              | 秘密基地                                 | エッセイ       | ビッグコミックスペリオール2009年第15号 |
| 大友克洋 花輪和一 五十嵐大介 高野文子 | 私の秘密基地                             | イラストコラム | ビッグコミックスペリオール2009年第17号 |
| 黒田硫黄                              | 勉強部屋                                 | 漫画           | 描き下ろし                             |
| 畑中純                                | 秘密基地                                 | 漫画           | ビッグコミックスペリオール2009年第14号 |
| 山本直樹                              | 北の秘密基地                             | エッセイ漫画   | ビッグコミックスペリオール2009年第17号 |

## 書籍情報
- 『短篇集 hi mi tsu ki chi』（2011年1月19日発売） ISBN 978-4091836144